# Yusef Lateef
William Emanuel Huddleston, más conocido como Yusef Lateef (Chattanooga, 9 de octubre de 1920 - Sutesbury, Massachusetts, 23 de diciembre de 2013), fue un músico estadounidense que tocaba la flauta, el oboe y el saxo tenor, encuadrado habitualmente como músico de jazz, aunque su ámbito estilístico era el de la vanguardia musical en general: hard bop, new age, músicas del mundo, etc.

## Reseña biográfica
Lateef creció en Detroit y empezó tocando el saxo tenor a los 17 años. Trabajó con Lucky Millinder (1946), Hot Lips Page, Roy Eldridge y con la big band de Dizzy Gillespie (1949-50). Durante los años cincuenta se inició en el estudio de la flauta en la Universidad Estatal Wayne. 
Comenzó a grabar como líder en 1955 para el sello Savoy y más tarde para Riverside y Prestige. En 1959, se trasladó a Nueva York, cuando ya tenía una sólida reputación por su versatilidad y su tendencia a utilizar instrumentos creados por él. 
En 1960, tocó con Charles Mingus, acompañó a Donald Byrd y trabajó con el Cannonball Adderley Sextet (1962-1964). 
Con Impulse! (1963-1966) grabó algunos de sus mejores trabajos, como también lo fueron los grabados para Atlantic (1967-76).
En los años ochenta se dedicó a la enseñanza en Nigeria y su música prestó atención al new age, ampliando sus intereses en los noventa y llegando a grabar improvisación pura con músicos como Ricky Ford, Archie Shepp y Von Freeman.

## Selección discográfica
- 1957: Stable Mates (Savoy).
- 1957: Morning (Savoy).
- 1957: Jazz Moods	(Savoy)
- 1957: Jazz and the Sounds of Nature (Savoy).
- 1959: Cry!/Tender (New Jazz/OJC).
- 1960: The Three Faces of Yusef Lateef (Riverside/OJC).
- 1961: Eastern Sounds (Prestige/OJC).
- 1961: Into Something (Prestige/OJC).
- 1964: Live at Pep's (Impulse!).
- 1964: The Live Session (ABC/Impulse).
- 1966: The Golden Flute	(Impulse!)
- 1975: Ten Years Hence (Atlantic).
- 1976: The Doctor Is In & Out (Atlantic).
- 1992: Plays Ballads (YAL).
- 1993: Tenors Featuring Rene McLean (YAL).
- 1994: Tenors of Yusef Lateef & Ricky Ford (YAL).
- 1997: The World at Peace [live] (Meta).